# Poecilia sulphuraria
Poecilia sulphuraria е вид лъчеперка от семейство Poeciliidae. Видът е критично застрашен от изчезване.

## Разпространение
Разпространен е в Мексико.